# Division 2 1953-1954
La stagione della Division 2 1953-1954 è stata la quindicesima edizione della Division 2, la seconda divisione del calcio francese. 
È stata vinta dal Olympique Lione, che conquista il suo secondo titolo.
Capocannoniere del torneo è stato Jean Courteaux (RC France), con 36 gol.

## Classifica finale
|  | Pos. | Squadra         | Pt | G  | V  | N  | P  | GF  | GS | DR  |
|  | ---- | --------------- | -- | -- | -- | -- | -- | --- | -- | --- |
|  | 1    | Olympique Lione | 58 | 38 | 25 | 8  | 5  | 108 | 44 | +64 |
|  | 2    | Troyes          | 55 | 38 | 24 | 7  | 7  | 101 | 34 | +67 |
|  | 3    | RC France       | 55 | 38 | 25 | 5  | 8  | 107 | 48 | +59 |
|  | 4    | Rouen           | 52 | 38 | 23 | 6  | 9  | 81  | 47 | +34 |
|  | 5    | Sedan           | 49 | 38 | 19 | 11 | 8  | 77  | 41 | +36 |
|  | 6    | Rennes          | 44 | 38 | 19 | 6  | 13 | 86  | 53 | +33 |
|  | 7    | Red Star        | 44 | 38 | 20 | 4  | 14 | 71  | 59 | +12 |
|  | 8    | Perpignan       | 39 | 38 | 16 | 7  | 15 | 49  | 63 | −14 |
|  | 9    | Nantes          | 36 | 38 | 14 | 8  | 16 | 68  | 62 | +6  |
|  | 10   | Valenciennes    | 36 | 38 | 16 | 4  | 18 | 56  | 62 | −6  |
|  | 11   | Angers          | 35 | 38 | 12 | 11 | 15 | 53  | 58 | −5  |
|  | 12   | Pays d'Aix      | 35 | 38 | 14 | 7  | 17 | 53  | 67 | −14 |
|  | 13   | Cannes          | 34 | 38 | 12 | 10 | 16 | 49  | 55 | −6  |
|  | 14   | Besançon        | 33 | 38 | 11 | 11 | 16 | 50  | 65 | −15 |
|  | 15   | Grenoble        | 33 | 38 | 12 | 9  | 17 | 54  | 80 | −26 |
|  | 16   | Béziers         | 27 | 38 | 10 | 7  | 21 | 41  | 92 | −51 |
|  | 17   | Olympique Alès  | 27 | 38 | 10 | 7  | 21 | 31  | 83 | −52 |
|  | 18   | Tolone          | 26 | 38 | 11 | 4  | 23 | 45  | 82 | −37 |
|  | 19   | CA Paris        | 23 | 38 | 8  | 7  | 23 | 56  | 91 | −35 |
|  | 20   | Montpellier     | 19 | 38 | 5  | 9  | 24 | 23  | 73 | −50 |

Legenda:
      Promosso in Division 1 1954-1955.
  Partecipa agli spareggi promozione-retrocessione.
      Retrocesse.
Regolamento:
Due punti a vittoria, uno a pareggio, zero a sconfitta.

## Spareggi

### Spareggio promozione-retrocessione
La squadra classificatasi al 3º posto incontra la 17ª classificata di Division 1.
|                | Risultati |           | Luogo e data   |
| -------------- | --------- | --------- | -------------- |
| Stade Français | 1-2       | RC France | 6 giugno 1954  |
| RC Paris       | 2-2       | RC Parigi | 12 giugno 1954 |
|                |           |           |                |